# Alberto Dell'Isola
Alberto Dell'Isola (Belo Horizonte, 12 de janeiro de 1980) é um hipnólogo, escritor, palestrante e psicoterapeuta brasileiro. É considerado um dos maiores especialistas do Brasil na área de treinamentos de hipnose, memorização, concentração e mentalismo, além de ser autor dos best-sellers Mentes Brilhantes, Mentes Fantásticas e Mentes Geniais. Por ter um QI de 145, foi aceito como membro da Mensa, a maior e mais antiga sociedade de alto QI do mundo.

## Biografia
Dell'Isola nasceu em 12 de janeiro de 1980, na cidade de Belo Horizonte. Aos 18 anos, foi professor de matemática e inglês em cursos pré-vestibulares, enquanto cursava ciência da computação. Dell'Isola interessou-se pelas técnicas de memorização após ver uma entrevista com o mnemonista Dominic O'Brien em 2004. No mesmo ano, migrou para o curso de Psicologia, onde graduou-se pela UFMG e fez mestrado em Psicologia jurídica. Tornou-se membro do Laboratório de Avaliação das Diferenças Individuais da instituição e trabalhou durante anos como palestrante, ensinando suas técnicas. Alberto também publica conteúdo sobre hipnose em seu canal do YouTube.
Em 2007, Dell'Isola foi o primeiro brasileiro a participar do Campeonato Mundial de Memória, em Bahrain, onde quebrou um recorde sul-americano após memorizar uma sequência de 289 cartas de baralho dentro de uma hora, e 289 dígitos aleatórios, em um mesmo espaço de tempo. Em 2009, foi campeão brasileiro de memorização.
Sua capacidade de memorização rendeu participações em programas como Fantástico, Caldeirão do Huck, e Domingão do Faustão.

## Publicações
- Mentes Brilhantes: Como desenvolver o todo o potencial do seu cérebro (2010).  Editora Universo dos Livros, ISBN 8579303265
- Treinamento Pratico Em Leitura Dinamica (2011). Editora Universo Dos Livros, ISBN 8579301041
- Mentes Fantásticas (2016).  Editora Universo dos Livros, ISBN 8579309514
- Mentes Geniais: Aumente em 300% a Capacidade do Seu Cérebro (2018).  Editora Universo dos Livros, ISBN 8579302765
- Supermemória: Você também pode ter uma (2018). Editora Universo dos Livros, ISBN 8550303143